# Weathermen
The Weathermen, senere Weather Underground Organizaton (WUO), var en amerikansk politisk militant aktivistgruppe, der blev dannet i 1969 af udbrydere fra  Students for a Democratic Society (SDS). Gruppen voksede ud af Vietnam- og studenterbevægelsen i USA i 1969 og tog sit navn fra en linje i en Bob Dylan-sang: "You don't need a weatherman to know which way the wind blows". Gruppen støttede brug af vold, f.eks. bomber, som politisk kampmiddel og gennemførte en række attentater mod statslige og militær-industrielle bygninger. Gruppen blev opløst i 1977.
Blandt gruppens grundlæggere var Bill Ayers og Bernardine Dohrn, som siden skabte sig karrierer som universitetslærere i uddannelse hhv. jura. Som en del af Barack Obamas omgangskreds blev deres fortid gravet frem under valgkampen forud for præsidentvalget i 2008.